# Julius Nepos
Julius Nepos (circa 430-480 n.Chr.) was de voorlaatste keizer van het West-Romeinse Rijk. Hij regeerde van 474 tot 475 over wat nog over was van het Westelijke Rijk en nadat hij in 475 uit Ravenna was verjaagd, over Dalmatia, waar hij in 480 stierf.

## Afkomst
Julius Nepos kwam uit een  familie van hoogwaardigheidsbekleders in Dalmatië. Marcellinus die als militaire graaf comes van Dalmatië bij tijd en wijle onafhankelijk van Ravenna regeerde was zijn oom. Nepos volgde zijn oom op na diens dood in 468 als semi-autonome bestuurder  van Dalmatië. Hij trouwde met de nicht van de Oost-Romeinse keizer  Leo I (zo kwam hij ook aan zijn naam: nepos betekent neef).

## Verheffing tot keizer
Na de dood van de westerse keizer Anthemius (467-472) en diens opvolger Olybrius op 22 oktober 472 besloot Leo I als enige overgebleven Romeinse keizer, dat hij het alleenrecht had om een nieuwe westerse keizer te benoemen. Echter aarzelde hij aanvankelijk iemand te benoemen; mogelijk zag hij zichzelf als alleenheerser of aarzelde hij bij gebrek aan geschikte kandidaten om een nieuwe medekeizer te kiezen. In maart 473, toen Glycerius door de opperbevelhebber van het leger Gundobad naar voren werd geschoven als westerse keizer, reageerde Leo zeer verbolgen over deze benoeming, die zonder zijn goedkeuring had plaatsgevonden. Als reactie gaf hij Nepos, de echtgenoot van zijn nicht, opdracht een expeditie voor te bereiden om Glycerius af te zetten. Volgens historicus Mathisen had Leo een tweeledig belang door Nepos aan te stellen om de campagne te leiden: niet alleen probeerde Leo hiermee zijn gezag in het westen te doen gelden, maar hij hoopte zich misschien ook te ontdoen van Nepos, die hij mogelijk als een rivaal in het oosten zag.
Nepos vertrok pas in het voorjaar 474, omdat de plotselinge dood van Leo op 18 januari 474 voor vertraging zorgde. Nepos vertrok pas nadat de situatie in Constantinopel gekalmeerd was, met de steun van de nieuwe oostelijke keizer Zeno.
Nepos landde juni 474 in Portus, in de buurt van Rome, waar hij prompt tot Caesar werd uitgeroepen volgens de procedure voorafgaand aan de verheffing tot de rang van Augustus (keizer). Op 24 juni 474, nadat hij Glycerius had afgezet, werd Nepos uitgeroepen tot de westelijke Augustus in Rome. Glycerius verzette zich niet tegen de machtsovername door Nepos en zijn leven bleef gespaard. Het is niet duidelijk of de verheffing van Nepos tot keizer met instemming van het oostelijk deel is geweest, maar hij werd in ieder geval snel erkend als de legitieme westerse keizer door Zeno. Nepos ondervond geen tegenstand van de bevelhebber van het westelijke leger Gundobad. Deze accepteerde de verheffing van Nepos tot keizer en trok vrijwillig terug als opperbevelhebber.

## Regering
In de korte tijd van zijn bewind trachtte keizer Nepos de laatste bezittingen van het West-Romeinse Rijk (in de jaren 70 van de 5e eeuw was dat enkel nog Italië en delen van Noord- en Zuid-Gallië en Noord-Spanje) te behouden. Hij besloot vrede te sluiten met de Visigoten en hun koning Eurik, waardoor de huidige Provence, in Zuid-Frankrijk, terug kwam onder Romeinse controle. In ruil daarvoor stond Nepos het Romeinse gebied in de omgeving van Barcelona af aan de Visigoten. Minder succes ondervond Julius Nepos in de onderhandeling met Geiserik, de koning van de Vandalen. Geiserik viel Italië aan met piraten, omdat hij juist vrede had gesloten met het Oost-Romeinse Rijk en daarom geen enkele toegeving moest doen aan het West-Romeinse Rijk. Langzaam verloor Nepos de controle over Italië zelf.
Nepos was van de laatste West-Romeinse keizers die nog over een zekere macht beschikte, maar hij was niet geliefd bij de Senaat. De senatoren verachtten hem omdat hij zo'n dichte relaties onderhield met het Oost-Romeinse Rijk. Toen Nepos de fout maakte om de onbetrouwbare Orestes tot magister militum te benoemen, betekende dit zijn ondergang.
Op 28 augustus 475 greep Orestes zelf de macht in Ravenna en dwong hij Julius Nepos te vluchten naar zijn thuisprovincie, Dalmatia. Aangezien Orestes als Germaan zelf geen keizer kon worden, plaatste hij zijn zoon, Romulus, op de troon. Dit kon wel, aangezien de moeder van Romulus een Romeinse was. Hoewel de jongen op dat moment nog geen tien jaar was, kreeg hij van zijn vader de titel Romulus Augustus (historici veranderden zijn naam naar Romulus August-ul-us, met het tussenvoegsel -ul- dat verkleining aanduidt. Hij ging de geschiedenis in als de laatste West-Romeinse Keizer).

## Vlucht uit Italië
Na zijn vlucht uit Italië bleef Julius Nepos als legitieme keizer regeren. In de praktijk heerste hij alleen nog over de provincie Dalmatia, maar hij had steun voor zijn keizerstitel vanuit Constantinopel. Toen Odoaker op 4 september 476 Ravenna innam (en daarbij Orestes doodde en Romulus afzette) verklaarde hij zichzelf koning van Italië en vroeg hij aan de Oost-Romeinse keizer Zeno hem te erkennen als een patriciër van het Romeinse Rijk. Zeno erkende hem, maar stond erop dat Odoaker Julius Nepos zou erkennen als West-Romeinse keizer. Odoaker stemde toe en bracht zelfs munten uit met de afbeelding van Nepos erop in Italië.
Dit compromis, dat het West-Romeinse Rijk op papier in leven hield, kon waarschijnlijk nog vele jaren hebben geduurd, mochten er niet de volgende twee dingen gebeurd zijn. Het eerste was het feit dat Nepos in 479 een plan tegen Odoaker beraamde; hij hoopte zo de controle over Italië terug te winnen. Het tweede was de persoon Glycerius, ooit nog keizer van Ravenna en in 479 bisschop van Salonae. Glycerius wilde zich waarschijnlijk wreken op Nepos. Wat wel zeker is, is dat Odoaker genoeg kreeg van Nepos en dan ook tegen hem optrok.

## Dood
Nepos werd op 25 april 480 vermoord door zijn eigen soldaten. Onmiddellijk daarna viel Odoaker Dalmatia binnen en versloeg het Dalmatische leger, onder generaal Ovida op de 9de december. Dalmatia werd vervolgens toegevoegd aan Odoakers' koninkrijk. Men vermoedt dat Glycerius hier een rol in speelde en waarschijnlijk achter de schermen heeft meegewerkt, aangezien Odoaker, onmiddellijk na zijn succesvolle veldtocht, hem tot bisschop van Mediolanum (het moderne Milaan) maakte, voor bewezen diensten.